# Jim Henson
James Maury Henson, znany jako Jim Henson (ur. 24 września 1936 w Greenville, zm. 16 maja 1990 w Nowym Jorku) – amerykański lalkarz, twórca muppetów i fraglesów oraz takich programów telewizyjnych jak Muppet Show i Ulica Sezamkowa.
Ukończył University of Maryland, College Park. Był reżyserem filmów fabularnych z udziałem muppetów, za które był nominowany do Oscara, a jako producent programów telewizyjnych otrzymał nagrodę Emmy za seriale Bajarz i Jim Henson Hour. Założyciel Fundacji Jima Hensona. Zmarł w wyniku infekcji paciorkowcem ropnym. Jego ulubionym muppetem była żaba Kermit, którą osobiście animował i której użyczał głosu. Podczas jego pogrzebu śpiewał chór złożony z muppetów, a na trumnie siedział Kermit z tabliczką „Straciłem głos”.